# Jean-Arnaud-Pascal Raby de Saint-Médard
Jean-Arnaud-Pascal Raby de Saint-Médard est un homme politique français né le 26 mars 1758 à Castelsarrasin (Tarn-et-Garonne) et mort le 12 octobre 1833 dans la même ville.

## Biographie
Avocat, il est député du tiers état aux États généraux de 1789 pour la sénéchaussée de Toulouse. Il prête le serment du jeu de Paume et siège avec la majorité. Il cesse de siéger à partir de janvier 1791. Il devient juge au tribunal civil de Castelsarrasin en 1800, puis président de ce tribunal en 1816. Il prend sa retraite en 1830.

## Sources
- « Jean-Arnaud-Pascal Raby de Saint-Médard », dans Adolphe Robert et Gaston Cougny, Dictionnaire des parlementaires français, Edgar Bourloton, 1889-1891 [détail de l’édition]